# Lennard Hofstede
Lennard Hofstede (født 29. december 1994 i Poeldijk) er en forhenværende cykelrytter fra Holland.